# Domenica di sangue di Altona
La domenica di sangue di Altona (in tedesco: Altonaer Blutsonntag ) del 17 luglio 1932, fu un violento scontro che causò 18 morti e 285 feriti tra i circa 7 500 membri delle Sturmabteilung (SA), le Schutzstaffel (SS) dello NSDAP, la polizia, civili astanti e i sostenitori del Partito Comunista di Germania (KPD), nella località omonimia, oggi incorporata da Amburgo ma allora parte dello Schleswig-Holstein, in Prussia.

## Conseguenze
Tale incidente fu usato dal governo del cancelliere Franz von Papen e dal presidente del Reich Hindenburg, come scusa per deporre, nel cosiddetto "Colpo di Stato in Prussia" del 20 luglio 1932, il governo prussiano in carica per mezzo di un decreto di emergenza.